# Tordai-hasadék

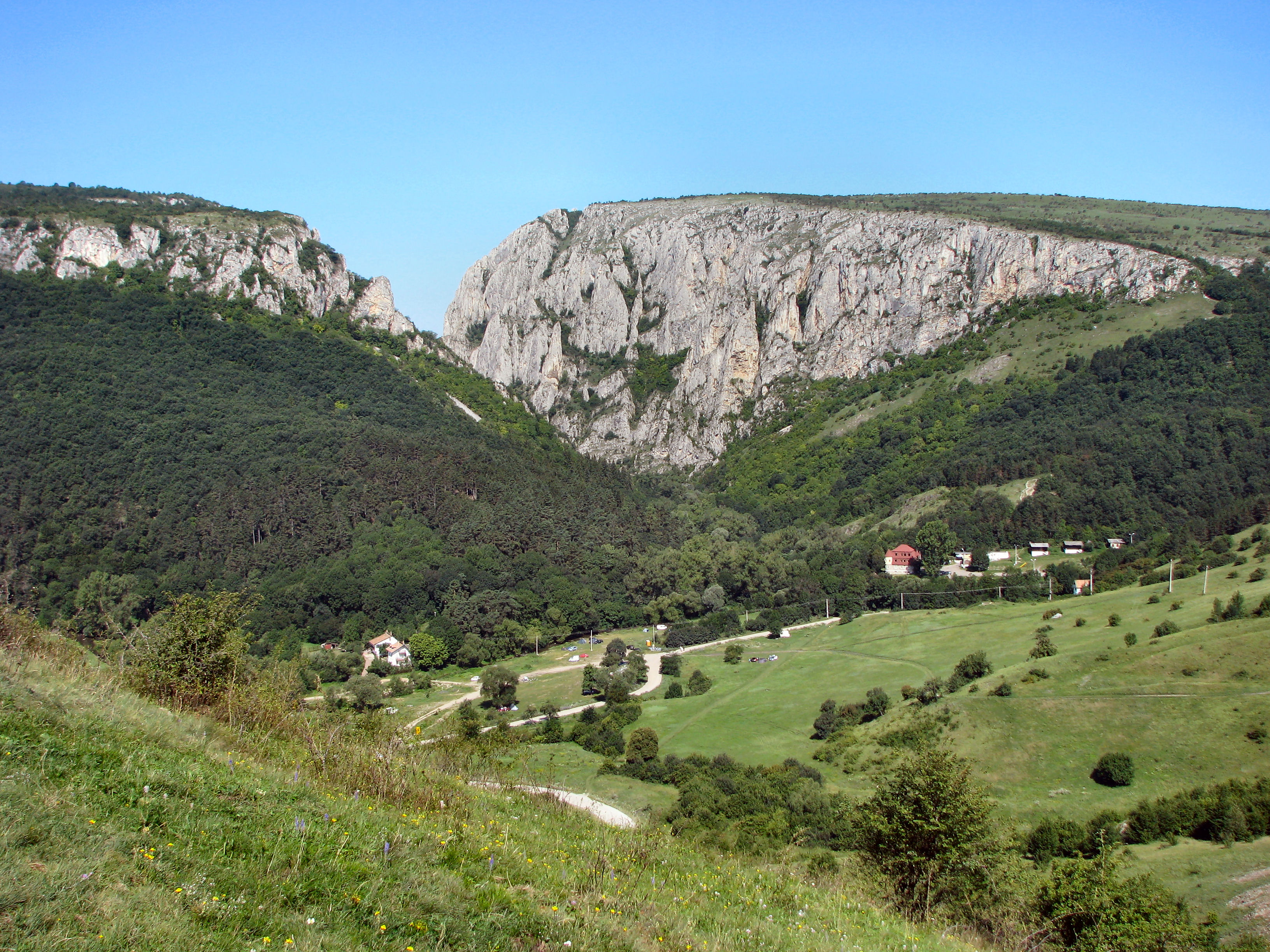
A hasadék kijárata

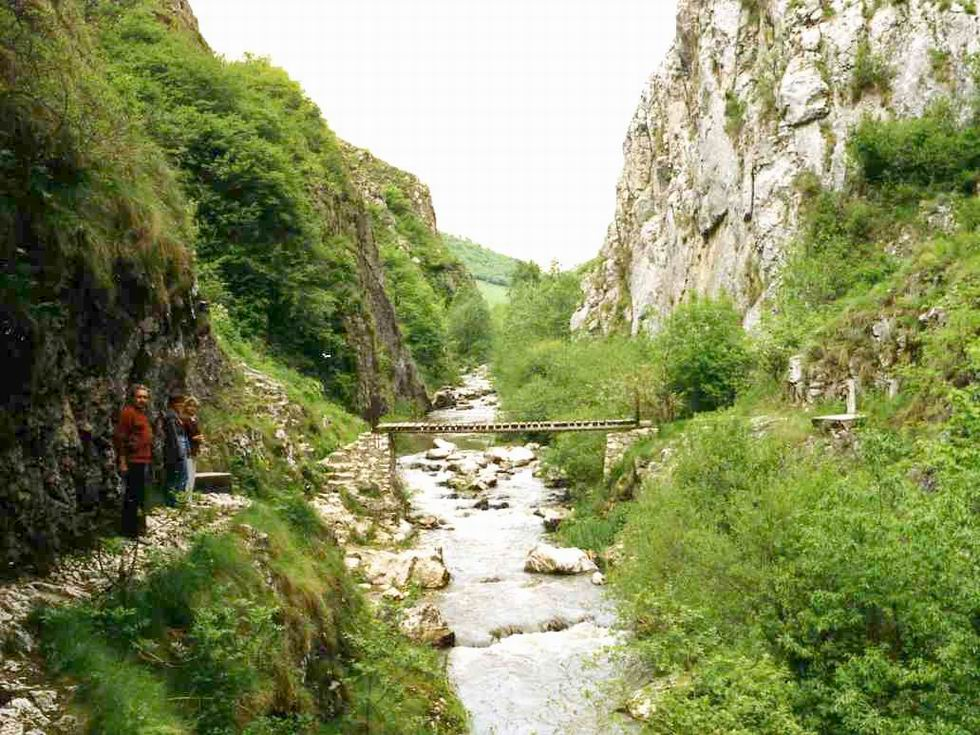
A Hesdát-patak

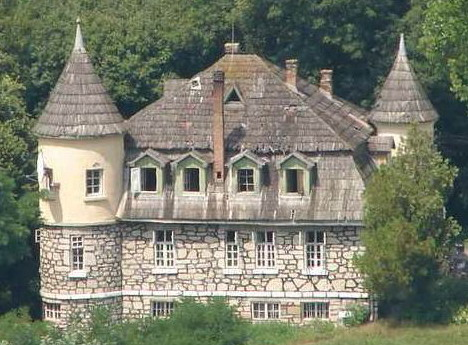
Menedékház a hasadék bejáratánál

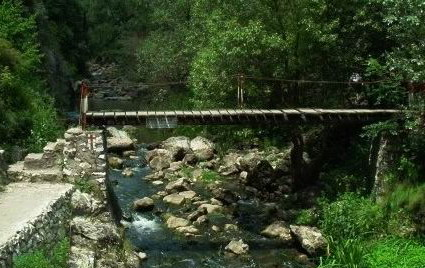
Függőhíd

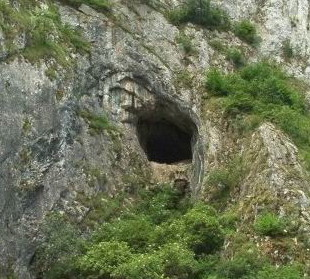
Balikalyuk (barlang)

A Tordai-hasadék (románul: Cheile Turzii, németül: Thorenburger Schlucht) mészkő-hasadék a Torockói-hegységben, Erdélyben, nem messze Torda városától. 1938 óta védett terület.
Nem tévesztendő össze a Túri-hasadékkal (Cheile Turenilor), amely Tordatúr és Koppánd között fekszik.

## Leírása
A tordai hasadék a vulkáni alkotás egyik legbámulatosabb remeke; itt egy hegylánc tetejétől a talapjáig kettérepedve. A két átelleni meredek fal kiálló sziklái és mélyedései még most is egymásba illenek, a háromezer lépésnyi sziklafolyosó hajlásai, megtörései mindenütt egyenközűek maradnak, csak imitt-amott mutat tágabb öblöket, hol a sziklaőrlő idő görgeteg kőzuhanyokká porlasztotta a bércfalat; míg egyes sziklatornyok, mint a gót építészet pillérei állnak el a falaktól, amiknek ormozata ma is a münsterek cifra, fantasztikus párkányzatát mímeli.
III. Endre király 1291-ben tordai kereskedők részére kiállított kiadott kiváltságlevele említi először Thorda hasadékja néven, később Torda Hasadéka és Torda-hasadék neveket használták 1767-től, majd 1804-től a Tordai hasadék név terjedt el és használatos ma is annak ellenére, hogy történetileg és logikai szempontból helyesebb a Tordahasadék alak.[forrás?]
A kb. 2 km hosszú szakadékon az Aranyosba ömlő Hesdát-patak folyik át. A hasadék két oldalán Peterdi-gerinc és a Kövesbérc-Szindi mészkőgerinc húzódik, ezen sziklafalak 250-300 méter magasak. A falakban 32 feltárt barlang van, ezek közül a legnagyobb a Porlik-barlang (75 méter hosszú, 19 méter széles és 11 méter magas).

## Geológiai felépítése, keletkezése
A hasadék a Torockói-takaróban a mezozoikumban keletkezett vulkáni és üledékes eredetű kőzeteken. A mélyben levő ofiolit kőzetekre egy tengerelöntés során jurakori mészkő rakódott. A kőzetek kevésbé rétegzettek, északnyugati irányúak, a központi részek inkább tömbös szerkezetűek. A hasadék menedékház felőli oldalán a mészkőnél régebbi triászkorú porfirittufa fordul elő, míg a Peterd felőli oldalon fiatalabb krétakorú meszes márga és homokkő található. A triász és kréta kori képződményeken túl fiatalabb, harmadidőszaki rétegek figyelhetőek meg.
A jurakori mészkőben a karsztosodás hatására előbb kisebb barlangok fejlődtek, majd ezek kiterjedésével, összekapcsolódásával kiterjedt barlangrendszer jött létre. Ezeknek a részei lehettek a hasadék mai barlangjai is. A belső üregek növekedésük során beszakadtak, mély dolinákat létrehozva ezáltal, melyeknek összeolvadása révén létrejött a ma ismert hasadék őse, melyet ezután főleg a Hesdát-patak (râul Hășdate) eróziós munkája alakított, mélyített. A patak forrása Pusztaszentkirályánál található. Pontosabban: itt egyesül az Alsófüle községben fakadó Füle-patak, amely része (főága) a Hesdátnak, valamint a Szelicse-patak (Râul Săliște). Egyesülésük Sütmeg mellett található, innen minden forrás Hesdátnak nevezi.
Ez a terület része a Peterd-Szind gerincnek, amely három hasonló képződményből áll. Ezek a Todai hasadék, a Túri-hasadék és a Berkesi szoros.

## Növényvilága
Nyárády Erazmus Gyula felmérése alapján a Romániában előforduló 3400 növényfajból itt 997 található meg. A csúcsok árnyékában, a szélvédett szorosokban és a sziklahajlatok között megmaradtak a különlegességnek számító harmadkori, jégkorszaki, fekete-tengeri, pannóniai, sztyeppi, valamint alpesi növényfajok is. Napsütötte oldalán szárazságot kedvelő sztyeppei növények az erdélyi hangyabogáncs (Jurinea mollis ssp. transsilvanica), csinos árvalányhaj (Stipa pulcherrima) és hegyi árvalányhaj (Stipa joannis) fordulnak elő. Az árnyékosabb oldalon a mérsékelt nedvességet és árnyékot kedvelő növények az uralkodóak. Legjellegzetesebb a merev nyúlfarkfű (Sesleria rigida), mely tömött gyepével egész oldalakat lep el. Ebben a fűszőnyegben található a tűlevelű szegfű (Dianthus spiculifolius) és a bánáti ördögszem (sikkantyú) (Scabiosa banatica). A hasadék nevezetes füve a mindenütt megjelenő díszes zabfű (Avenastrum decorum). További ékesség a gyászoló imola (Centaurea atropurpurea), a méregölő sisakvirág (Aconitum anthora), az illatos kankalin (Primula columnae), a magyar- (Iris hungarica), törpe- (Iris humilis) és homoki nőszirom (Iris arenaria), Joó ibolyája (Viola joói), a nagyezerjófű (Dictamnus albus), a havasi gyepekre jellemző csillogó boglárka (Ranunculus hornschuchii), a havasi őszirózsa (gerepcsin) (Aster alpinus), az illatos nefelejcs (Myosotis suaveolens), a henye boroszlán (Daphne cneorum), az óriás szegfű (Dianthus giganteus), a osztrák sárkányfű (sallangos pofóka) (Dracocephalum austriacum). Ritka sziklai növények a Rochel kőtörőfű (Saxifraga marginata), a bánáti lúdhúr (Minuartia banatica), a délvidéki görvélyfű (Scrophularia lasiocaulis), Hoppe gyermekláncfű (Taraxacum hoppeanum), a sziklai borkóró (büdös virnánc) (Thalictrum foetidum), az erdélyi berkenye (Sorbus dacica), a csikófark (Ephedra distachia), a tiszafa (Taxus baccata) stb. A ritka növények legkülönlegesebbikei a magyarföldi husáng (Ferula sadleriana), amely Európában csak a Kárpát-medence hat termőhelyén és a tordai hagyma (turkesztáni hagyma) (Allium obliquum), amelynek legközelebbi lelőhelyei az Urál hegység déli részén és Közép-Ázsiában vannak. Felfedezése (1857) Wolff Gábor tordai gyógyszerész nevéhez fűződik.
A hasadék bennszülött növény különlegességei többek között a hasadéki sisakvirág (Aconitum fissuare), hasadéki bogáncs (Carduus fissuare), az épszirmú tűlevelű szegfű (Dianthus integripetalus), a tordai hölgymál (Hieracium tordanum).

## Állatvilága
Itt lakozó védett madárfajok a kövirigó, hantmadár, hajnalmadár. 2005-ben a német GEO szaklap által szervezett biodiverzitás napján 320 lepkefajt azonosítottak. A hasadék bejáratához közeledve zöld gyíkok (Lacerta viridis) sütkéreznek a reggeli napfényben. A hasadék szikláin a fali gyík (Podarcis muralis) az uralkodó. A patak melletti erdő jellegzetes kétéltű faja az erdei béka (Rana dalmatina).

## Legendák

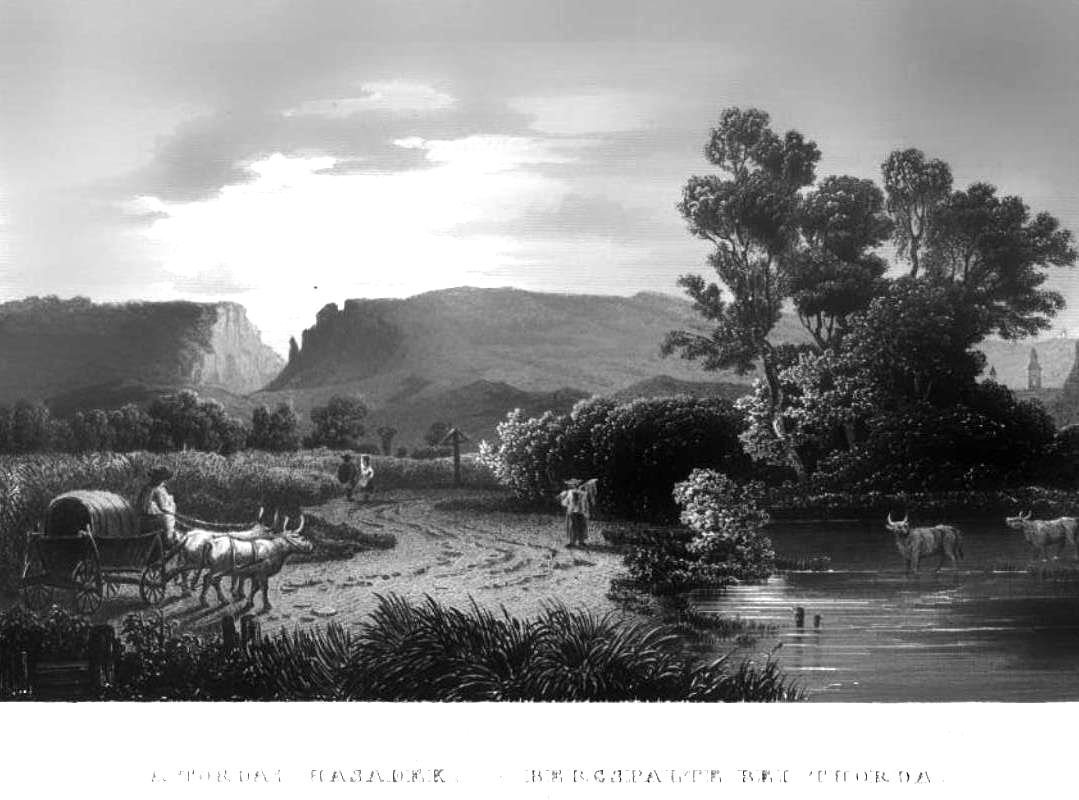
Ludwig Rohbock: A Tordai-hasadék 1864-ben

- Szent László Torda mellett harcolt a kunokkal. A túlerővel szemben azonban vissza kellett vonulnia a hegy irányába, de a kunok üldözőbe vették a magyar sereget. Szent László feltekintett az égre, és Istenhez fohászkodott; ebben a pillanatban a hegy kettéhasadt. (Szent László lovának patkónyomai a hasadék felett állítólag ma is látszanak.)
- A Tündérvár nevű barlangban tündérek laknak. Szent György-nap éjjelén megnyílik a barlang, akkor hordják ki a tündérek a kincseket.
- Balika (vagy Balyka) román betyár, aki II. Rákóczi Ferenc híve volt, az itteni barlangokban bújt el a szabadságharc alatt a labancok elől.

## Turizmus

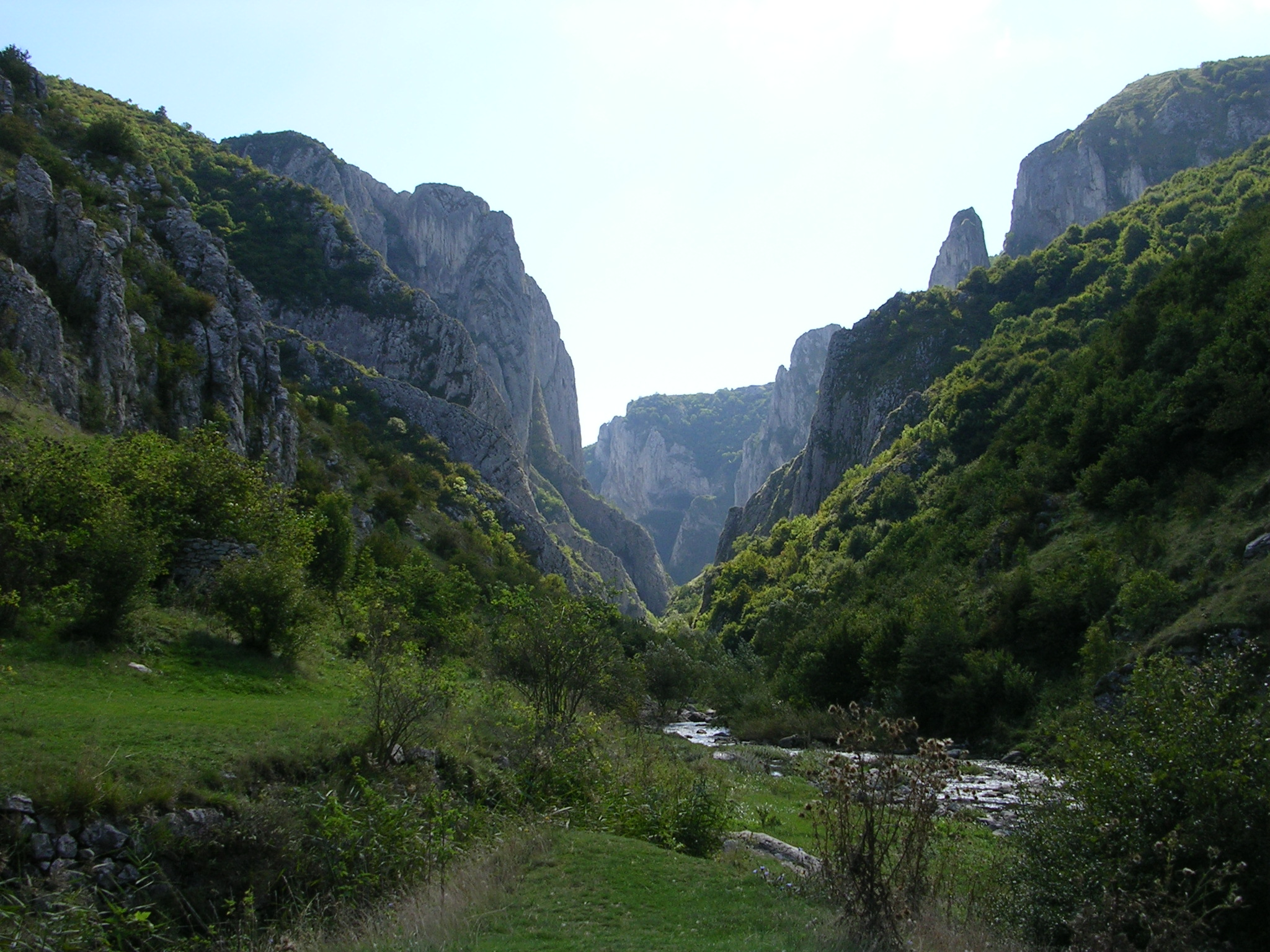
A Tordai-hasadék a magyarpeterdi oldalról

Tordától legcélszerűbb autóval Mészkő (Cheia) felől megközelíteni a hasadékot, ahol egészen a hasadék bejáratánál lévő menedékháznál parkolhatunk. A hasadék falai csak alpinisták számára ajánlottak, a barlangok nagyobb részének megközelítése nehéz és veszélyes. A patak völgyében járható ösvény vezet, helyenként függőhidakkal. A túra során érintjük a Sárga-tornyot, majd a 200 m magas sima laposfalú Falkolosszus mellett haladunk el. Szép látvány a Csorgó, ahol kristálytiszta víz csordogál szomjoltóként. A hasadék körülbelül a felénél található a Danila-tó, ahol tulajdonképpen a patak kiszélesedik, és álló víztükörnek tűnik a lassú folyása miatt. A tó után a Kis és Nagy-Balika barlangok következnek. A hasadék végén dönthetünk, hogy visszajövünk a patak mentén, vagy a piros turistautat választva, fölkapaszkodunk a hasadék peremére, s a jelzett turistaúton látványos sétával térünk vissza.
- A függőleges piros jellel jelzett túristaút Kolozsmonostornál indul,[2] majd Kolozsvár déli részén, a Bükkösön (Colonia Făget) át  Kaszoly - Mikes- Komjátszeg- Tordatúr felé halad, átlépi az autópályát, és Magyarpeterdnél belép a Tordai-hasadék természetvédelmi területre, érinti a menedékházat (Cabana Cheia Turzii), Felsőpeterd felé fordul, elhalad a Csukás-tó mellett, az Aranyos folyót Borrév és Mészkő község között átlépve Várfalva felé déli irányban folytatódik Torockó felé. Az út egy szakaszán a piros háromszöggel jelzett úton el lehet érni a Berkesi-szorost is.
- A piros körrel jelölt út rövid, de nagyon szép. Áthalad a Tordai-hasadék területén, majd kerülőt tesz Középpeterd felé. Ez a község esik legközelebb a természetvédelmi területhez nyugatról (kelet felől Szind közelíti meg, de az nem túristaút, hanem közút). Ugyanez a jelzett túristaút a Szind felé eső oldalon (keleten) is megkerüli a természetvédelmi területet, és elhalad a 758 m magas Dealu Săndului alatt.
- A függőleges sárga vonallal jelölt út a menedékháztól dél felé indul, és Sinfalvánál ér véget.